# Ranilug
Ranilug (serbisch-kyrillisch Ранилуг, albanisch Ranillug oder auch Ranillugu) ist ein Ort im Osten des Kosovo und der Amtssitz der gleichnamigen Gemeinde.

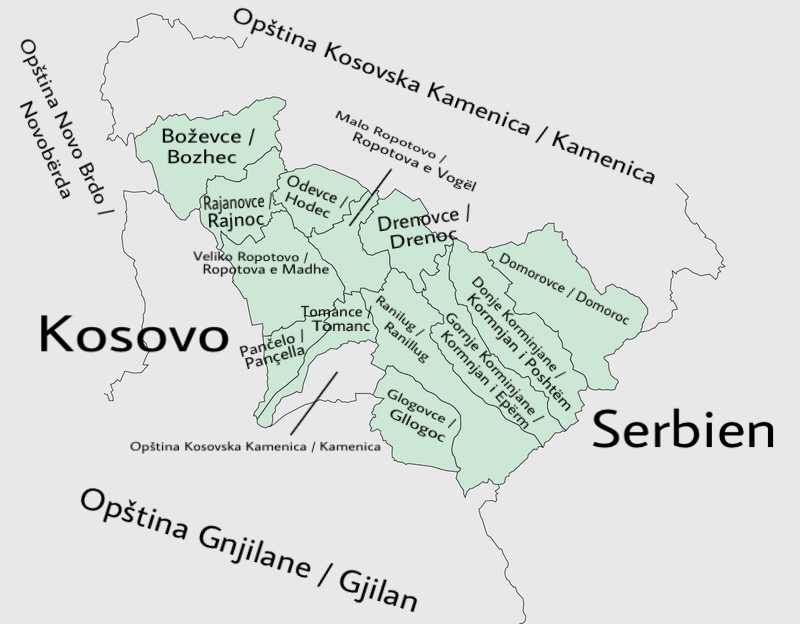
Karte der Gemeinde

## Geschichte
Im 12. Jahrhundert gehörte die Region eine Zeitlang zum Reich des serbischen Prinzen Stefan Nemanja. Ab Anfang des 13. Jahrhunderts gehörte das Gebiet um Ranilug dauerhaft zum serbischen Staat der Nemanjiden. Nach dem Zerfall des Serbischen Reiches herrschten in der Region unterschiedliche serbische Fürsten bzw. Teilfürsten, darunter Uglješa, der Anfang des 15. Jahrhunderts unter der Oberhoheit von Stefan Lazarević regierte. Nach dem Tode Uglješas fiel die Region unter die direkte Herrschaft von Lazarevićs Nachfolger Đurađ Branković. Mitte des 15. Jahrhunderts wurde die Region von den Osmanen erobert. 1912 gehörte es wieder zu Serbien, das später bis 2003 eine Teilrepublik Jugoslawiens war. Zwischen 2003 und 2006 gehörte Ranilug zu Serbien und Montenegro. Seit 2008 gehört es zur Republik Kosovo.

## Bevölkerung
Im Ort Ranilug erfasste die 2011 durchgeführte Volkszählung 844 Einwohner.
| Census    | 1948 | 1953 | 1961 | 1971 | 1981 | 1991 | 2011 |
| --------- | ---- | ---- | ---- | ---- | ---- | ---- | ---- |
| Einwohner | 975  | 1062 | 1145 | 973  | 977  | 894  | 844  |